# Летище „Париж-Шарл дьо Гол“
Вижте пояснителната страница за други значения на Шарл дьо Гол.
Летище „Париж-Шарл дьо Гол“ (на френски: Aéroport Paris-Charles-de-Gaulle) е най-голямото летище във Франция. Намира се на 25 km североизточно от Париж и носи името на бившия президент на Франция Шарл дьо Гол (1890 – 1970). През 2015 г. през него са преминали 65 766 986 пътници и 497 763 самолета. Това го прави осмото най-натоварено летище в света и второто в Европа след Лондон „Хийтроу“. То е хъб за Air France, за американската Delta Air Lines, за XL Airways France и за товарната FedEx Express. Също така летището е операционна база за нискобюджетните easyJet и Vueling. По карго-трафик аеропортът е на 12-о място в света и отново на второ място в Европа след Франкфурт.

## Локация
Площта, която заема, е 32,38 km². Цялата площ на летището, която включва и пистите, и терминалите, се разполага в 3 департамента и 6 общини.
Причината за извеждане на летището от град Париж е поради мисълта за дългосрочно развитие на летището – невъзможността за уголемяване на капацитета и площта, която то да обхваща.

## История
Първоначално се смятало летището да се казва „Париж – север“, но с пускането в експлоатация на 8 март 1974 г. е именувано „Шарл дьо Гол“.
На 25 юли 2000 г. там става първата и единствената катастрофа на самолет „Concorde“.

## Терминали и полети
Летището разполага с 3 терминала. Първият терминал е най-стар. Намира се срещу третия терминал. Терминал 2 е разположен от другата страна. Той е разделен на 7 мини терминали (2A – 2G). Третият терминал обслужва нискотарифни компании и чартърни полети.

### Терминал 1
Терминалът е проектиран от Пол Андрю. Има формата на октопод, като в централната част има кръгообразна постройка, която е терминалът – в нея се извършват чек-инът, багажните конвейери. До 7 „мини постройки“, в които са изходите към самолетите, се стига чрез подземни тунели.
| Авиокомпания                  | Град – Летище                                                                 |
| ----------------------------- | ----------------------------------------------------------------------------- |
| Adria Airways                 | Жешов, Лодз, Любляна                                                          |
| Aegan Airlines                | Атина, Ларнака                                                                |
| Air Lingus                    | Дъблин, Корк                                                                  |
| Air China                     | Пекин, Чънду, Шанхай                                                          |
| All Nippon Airways            | Токио – Ханеда                                                                |
| Asiana Airlines               | Сеул „Инчон“                                                                  |
| Brussels Airlines             | Брюксел                                                                       |
| Eurowings                     | Берлин „Тегел“, Дюселдорф, Залцбург, Хамбург                                  |
| Kuwait Airways                | Кувейт                                                                        |
| LATAM Brasil                  | Сао Пауло „Гуарулюс“                                                          |
| LOT                           | Варшава                                                                       |
| Lufthansa                     | Мюнхен, Франкфурт                                                             |
| Norwegian Air Shuttle         | Бостън, Ню Йорк, Форт Лодърдейл, Денвър, Сан Франциско, Орландо, Лос Анджелис |
| Qatar Airways                 | Доха                                                                          |
| Scandinavian Airlines         | Гьотеборг, Копенхаген, Осло, Стокхолм „Арланда“                               |
| Singapore Airlines            | Сингапур                                                                      |
| Swiss International Air Lines | Цюрих                                                                         |
| Thai Airways                  | Банкок                                                                        |
| Turkish Airlines              | Анкара, Истанбул „Ататюрк“, Истанбул „Сабиха Гьокчен“                         |
| United Airlines               | Вашингтон – Дълес, Нюарк, Сан Франциско, Чикаго „О'Хеър“                      |

### Терминал 2
Терминалът се състои от 7 мини терминала, свързани с тунели (2A – 2F). Мини терминалът 2G е разположен по на изток и до него се стига с бус.

#### Терминал 2A
| Авиокомпания       | Град – Летище                                                                                   |
| ------------------ | ----------------------------------------------------------------------------------------------- |
| Air Canada         | Монреал, Торонто                                                                                |
| Air Seychelles     | Виктория                                                                                        |
| American Airlines  | Далас, Маями, Ню Йорк, Филаделфия                                                               |
| British Airways    | Лондон „Хийтроу“                                                                                |
| El Al              | Тел Авив                                                                                        |
| Ethiopian Airlines | Адис Абеба                                                                                      |
| XL Airways France  | Варадеро, Кайо Коко, Канкун, Поант а Питр, Пуерто Плата, Пунта Кана, Санта Клара, Фор дьо Франс |

#### Терминал 2C
| Авиокомпания   | Град – Летище                         |
| -------------- | ------------------------------------- |
| Aeroflot       | Москва „Шереметиево“, Санкт Петербург |
| Air Algérie    | Алжир, Анаба, Константин, Оран, Шлеф  |
| Air India      | Делхи                                 |
| Emirates       | Дубай                                 |
| Etihad Airways | Абу Даби                              |
| Kenya Airways  | Найроби                               |
| Saudia         | Джеда, Рияд                           |

#### Терминал 2D
| Авиокомпания      | Град – Летище |
| ----------------- | --- |
| Air Serbia        | Белград |
| airBaltic         | Вилнюс (от 26 март 2017), Рига, Талин |
| Austrian Airlines | Виена |
| Bulgaria Air      | София |
| Czech Airlines    | Прага |
| easyJet           | Агадир, Барселона, Белфаст, Болоня, Бристъл, Будапеща, Венеция, Глазгоу, Единбург, Катания, Копенхаген, Краков, Лисабон, Ливърпул, Лондон „Гетуик“, Лондон „Лутън“, Лондон „Саутхенд“, Мадрид, Малага, Манчестър, Маракеш, Милано „Линате“, Милано „Малпенса“, Неапол, Ница, Порто, Прага, Прищина, Тел Авив, Тенерифе – юг, Тулуза |

#### Терминал 2E
| Авиокомпания     | Град – Летище                                                                                               |
| ---------------- | --- |
| Aeromexico       | Мексико Сити                                                                                                |
| Delta Airlines   | Атланта, Бостън, Детройт, Минеаполис, Ню Йорк, Нюарк, Роли/Дърам, Сиатъл/Такоума, Синсинати, Солт Лейк Сити |
| Flybe            | Бирмингам, Донкастър/Шефийлд, Единбург, Ексетър, Кардиф, Лондон „Сити“, Манчестър, Саутхамптън              |
| Japan Airlines   | Токио „Ханеда“, Токио „Нарита“                                                                              |
| Korean Air       | Сеул „Инчон“                                                                                                |
| TAROM            | Букурещ „Отопени“                                                                                           |
| Vietnam Airlines | Ханой, Хошимин                                                                                              |

#### Терминал 2E-G
| Авиокомпания | Град – Летище |
| ------------ | --- |
| Air Europa   | Валенсия, Малага |
| Air France   | Абиджан, Абуджа, Акра (от 28 февруари 2017), Алжир, Аман, Амстердам, Антананариво, Атина, Атланта, Бамако, Банкок, Бангалуру, Банги, Барселона, Бейрут, Берлин „Тегел“, Бирмингам, Богота, Болоня, Бордо, Бостън, Бразавил, Брест, Буенос Айрес „Езейза“, Будапеща, Букурещ „Отопени“, Ванкувър, Варшава, Вашингтон – Дълес, Венеция, Виена, Глазгоу, Гуанджоу, Дакар, Делхи, Детройт, Джибути, Дуала, Дубай, Ереван, Женева, Загреб, Истанбул „Ататюрк“, Йоханесбург, Казабланка, Кайро, Канкун, Каракас, Киев, Киншаса Конакри, Копенхаген, Котону, Лагос, Либревил, Лима, Лисабон, Ломе, Лион, Лондон „Хийтроу“, Лос Анджелис, Луанда, Мавриций, Мадрид, Малабо, Манчестър, Марсилия, Маями, Мексико Сити, Милано „Линате“, Монтевидео, Монпелие, Монреал, Москва „Шереметиево“, Мумбай, Мюнхен, Нант, Наполи, Нджамена, Ниамец, Ница, Нуакшот, Ню Йорк, Оран, Осака – Кансай, Панама Сити, Папеете, Пекин, Поант Ноар, Порт Харкорт, Прага, Пунта Кана, Рабат, Рим „Фиумичино“, Рио де Жанейро, Рияд, Санкт Петербург, Сан Франциско, Санто Доминго, Сао Пауло, Сеул „Инчон“, Сингапур, Стокхолм, Тел Авив, Техеран, Токио „Ханеда“, Токио „Нарита“, Торонто, Тулуза, Тунис, Ухан, Флоренция, Франкфурт, Фрийтаун, Хавана, Хамбург, Хюстън, Хонг Конг, Шанхай Сезонни: Кейп Таун, Краков, Минеаполис, Сан Хосе, София, Чикаго „О'Хеър“ |
| Alitalita    | Милано Линате, Рим „Фиумичино“ |
| CityJet      | Дъблин, Дюселдорф, Нюкасъл, Торино, Хановер |
| HOP!         | Абърдийн, Базел/Мюлуз, Билбао, Билун, Бремен, Брест, Будапеща, Генуа, Гьотеборг, Дюселдорф, Единбург, Загреб, Клермон-Феран, Любляна, Нюремберг, Осло, По, Рен, Франкфурт, Щутгарт |
| KLM          | Амстердам |
| Luxair       | Люксембург |

### Терминал 3
Терминал 3 се намира на 1 km разстояние от терминал 1. Състои се от 2 отделни сгради за пристигащи и заминаващи. Терминалът няма ръкави, а пасажерите са превозвани до самолетите с автобуси. На 300 m от терминала е разположена и жп гара „CDG Airport Terminal 1“.
| Авиокомпания   | Град – Летище |
| -------------- | --- |
| Air Transat    | Монреал, Торонто |
| Arkia          | Тел Авив |
| Iberia Express | Мадрид |
| Jet2.com       | Ист Мийдландс (от 30 март 2017), Лийдс/Брадфорд                                                                                                |
| Niki           | Виена |
| Vueling        | Барселона, Венеция, Виена, Копенхаген, Лондон „Гетуик“, Мадрид, Неапол, Овиедо, Прага, Сантандер, Сантяго де Компостела, Севиля, Фуертевентура |